# Cylindrogonus tumidus
Cylindrogonus tumidus är en mångfotingart som beskrevs av Loomis 1964. Cylindrogonus tumidus ingår i släktet Cylindrogonus och familjen Fuhrmannodesmidae. Inga underarter finns listade i Catalogue of Life.